# JAPAN国際コンテンツフェスティバル
JAPAN国際コンテンツフェスティバル（ジャパンこくさいコンテンツフェスティバル、Japan International Contents Festival）は、2007年より毎年秋に開催されている、経済産業省及び日本のコンテンツ関連企業6団体などによる、世界最大規模のエンタテインメントコンテンツの総合イベント。通称コ・フェスタ（CoFesta）。

## 概要
当初は「国際コンテンツ・カーニバル」という名称で計画されていた。
2006年まで、映画、音楽、ゲーム、アニメ、テレビ番組などに関する各種イベントが、東京ゲームショウや東京国際映画祭など、それぞれ単独でイベントが開催されてきた。2007年よりこれらのイベントを経済産業省主導の元、包括的・横断的に開催している。これによって日本のエンタテインメントコンテンツを国内外に幅広く紹介する、としている。

## 開催イベント

### コアイベント
- 東京ゲームショウ（TGS、主催：社団法人コンピュータエンターテインメント協会）
- Japan Content Showcase
  - 東京国際ミュージックマーケット（TIMM、主催：財団法人音楽産業・文化振興財団）
  - TIFFCOM Marketplace for Film & TV in Asia（主催：経済産業省・公益財団法人ユニジャパン）
  - 東京国際アニメ祭（TIAF、主催：経済産業省・一般社団法人日本動画協会)
- 東京国際映画祭（TIFF、主催：財団法人日本映像国際振興協会（東京国際映画祭実行委員会））
- AnimeJapan

### オフィシャルイベント
- KYOTO CMEX（会場：京都市、主催：KYOTO CMEX 実行委員会）
- CEATEC（主催：CEATEC実施協議会（社団法人電子情報技術産業協会・情報通信ネットワーク産業協会・社団法人コンピュータソフトウェア協会））
- メルセデス・ベンツ ファッション・ウィーク東京（主催：一般社団法人日本ファッション・ウィーク推進機構）
- 日本賞教育コンテンツ番組国際コンクール（主催：日本放送協会）
- 国際ドラマフェスティバル in TOKYO（主催：国際ドラマフェスティバル in TOKYO実行委員会）
- デジタルコンテンツEXPO（主催：経済産業省・財団法人デジタルコンテンツ協会（2007年はASIAGRAPHとして開催））
- マンガフェスティバル（2015年度は「マンガフェスティバル in タイランド」として、以前には北京、シンガポール、ジャカルタで開催）
- 国際放送機器展（Inter BEE、主催：一般社団法人電子情報技術産業協会）

### パートナーイベント
- SKIPシティ国際Dシネマ映画祭
- キネコ国際映画祭
- 京都国際マンガ・アニメフェア（京まふ、会場：京都市、主催：京都国際マンガ・アニメフェア実行委員会・京都市）
- 吉祥寺アニメワンダーランド（会場：武蔵野市、主催：吉祥寺ウェルカムキャンペーン委員会）
- Tokyo Docs
- 京都ヒストリカ国際映画祭

## 過去に開催したイベント

### オフィシャルイベント
- DiGRA 2007（主催：日本デジタルゲーム学会、2007年)
- CESA Developers Conference (CEDEC、主催：社団法人コンピュータエンターテインメント協会、2007年)
- 国際コンテンツ人材交流・育成セミナー（主催：JAPAN国際コンテンツフェスティバル実行委員会、経済産業省、2007年）
- ジャパンアニメコラボマーケット（JAM、主催：中間法人日本動画協会・経済産業省、2007年〜（2007年はJapan Animation Contents Meetingとして開催））
- 秋葉原エンタまつり（主催：秋葉原エンタまつり実行委員会、2007年〜）
- ジャパン・ロケーション・マーケット（主催：経済産業省・財団法人日本映像国際振興協会、2007年〜）
- 東京コンテンツマーケット（TCM、主催：独立行政法人中小企業基盤整備機構関東支部、2007年〜)
- ライセンシング・アジア（主催：ライセンシング・アジア実行委員会／国際ライセンシング産業マーチャンダイザーズ協会、2009年〜）
- 日本ゲーム大賞（主催：社団法人コンピュータエンターテインメント協会）
- ロボット大賞（主催：経済産業省・一般社団法人日本機械工業連合会）
- 文化庁映画週間（主催：文化庁）
- CREATIVE MARKET TOKYO（CMT、主催：公益財団法人ユニジャパン（経済産業省関東経済産業局補助事業 ））
- ATP賞テレビグランプリ（主催：社団法人全日本テレビ番組製作社連盟）

### パートナーイベント
- 国際科学映像祭
- 札幌国際短編映画祭（会場：札幌市、主催：SAPPOROショートフェスト実行委員会・札幌市、共催：北海道新聞社)
- ぴあフィルムフェスティバル（PFF、主催：PFFパートナーズ、ぴあ株式会社、ホリプロ、日活株式会社、公益財団法人UNIJAPAN）
- MPTE AWARDS 〜一般社団法人日本映画テレビ技術協会 創立65周年記念表彰式〜 - 2012年10月（主催：一般社団法人日本映画テレビ技術協会）
- 全映協フォーラム2012 in OSAKA - 2012年11月8日（会場：大阪市、主催：一般社団法人全国地域映像団体協議会、共催：関西映像プロダクション協会）
- 映文連国際短編映像祭「映文連アワード」
- JVA FESTA
- 東京TVフォーラム（TTVF、主催：社団法人全日本テレビ番組製作社連盟）
- LA EigaFest

### オリジナルイベント
- 劇的3時間SHOW（主催：JAPAN国際コンテンツフェスティバル実行委員会、2007年〜）
- OROCHI!! -A NIGHT OF CHAMBARA × ORCHESTRA-（主催：JAPAN国際コンテンツフェスティバル実行委員会）2008年10月21日　東京・明治神宮会館
- CoFesta 私塾2008〜五彩五夜〜　2008年9月30日〜10月28日 表参道 RIN